# 埃尔德斯巴赫
埃尔德斯巴赫是德国莱茵兰-普法尔茨州的一个市镇。总面积3.93平方公里，总人口614人，其中男性300人，女性314人（2011年12月31日），人口密度156人/平方公里。